# Väpnargatan

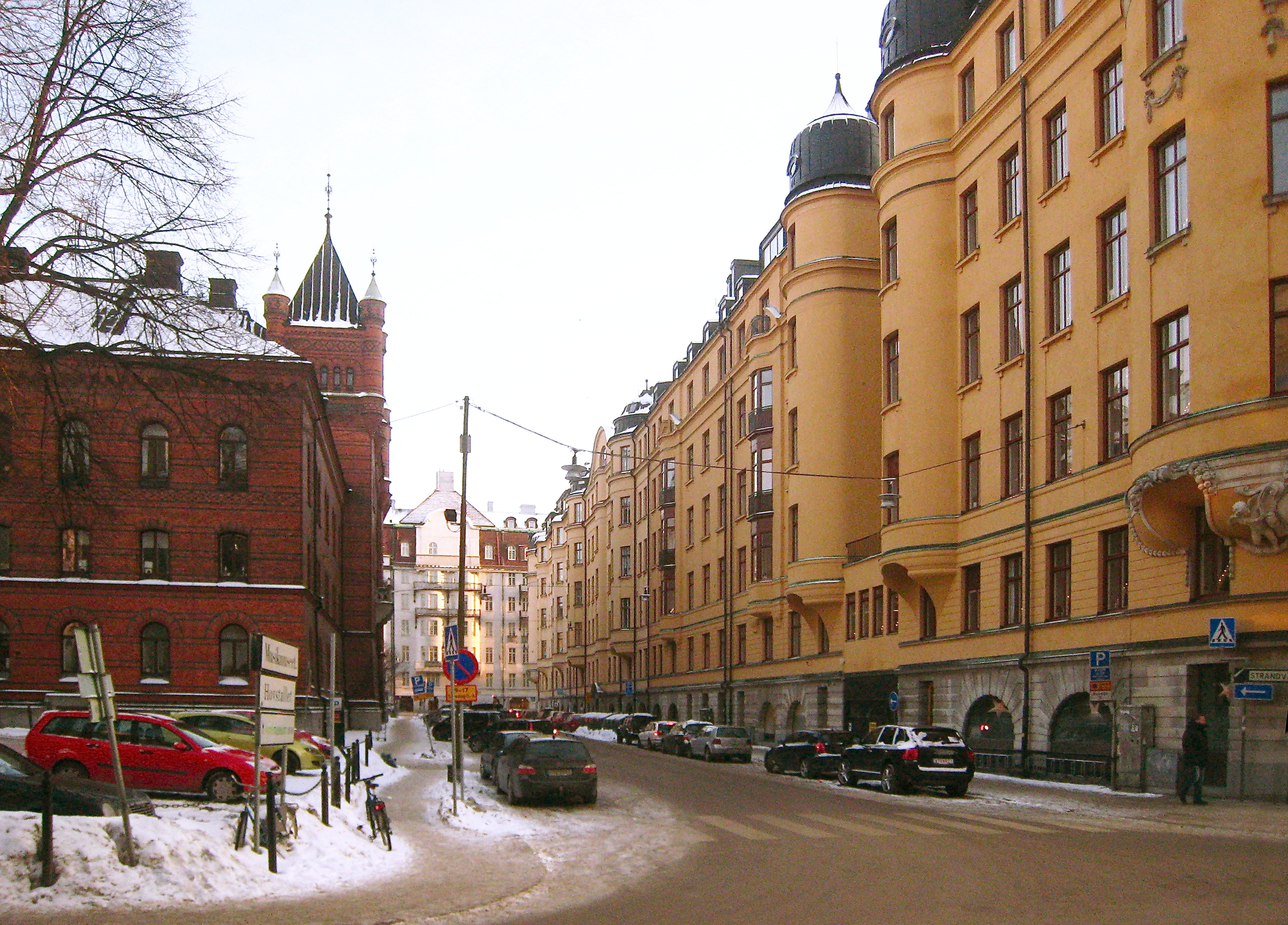
Väpnargatan i januari 2010. TIll vänster Hovstallet, i fonden sidofasaden till Strandvägen 7 och till höger Kvarteret Bodarna.

Väpnargatan är med sina 130 meter längd en av Stockholms kortaste gator. Den förbinder parallellgatorna Sibyllegatan med Artillerigatan.
Gatan omges av några av Stockholms arkitektoniskt mest värdefulla kvarter. I fonden mot Artillerigatan finns sidofasaden på jugendpalatset Strandvägen 7. Gatans norr sida upptas av Hovstallet och den södra av Kvarteret Bodarnas baksida. Gatan slutar i Dramatens fasad mot Sibyllegatan. Gatan har fått sitt namn år 1900 i anknytning till det äldre namnet Riddargatan.